# 거서현
거서현(巨黍縣)은 지금의 용인시 수지구와 기흥구 일대에 신라시대에 있던 옛 행정구역의 명칭으로 이후, 고구려 때 용인의 지명은 구성(駒城)이었고, 멸오라는 별칭이 있었다. 신라 경덕왕 때 전국 군현을 정비하면서 그 명칭을 거서로 바꾸고 한주(漢州)의 영현(領縣)으로 삼았다. 구성은 본래 큰 성 또는 높은 성이란 뜻을 지니고 있는데, 거서도 크다는 뜻이다. 『대동지지(大東地志)』에서는 그 개칭 시기에 대해서 757년(경덕왕 16)이라고 구체적으로 서술하고 있다.

## 유래
거서현은 원래 백제의 멸오(滅烏)이다. 멸오는 말아로 읽히는데 현대어 마루(宗)과 어휘상 관련이 있다 여겨지고 크다는 의미이다. "거서"는 이의 한자표기이다. 고구려 이름인 구성(駒城)이라는 이름은 "말아"를 말(馬, 駒)로 훈차한 것이다.
멸오란 이름은 그 뜻 때문에 장수왕 대에 이 근방에서 고구려군이 백제군을 섬멸해 그 시신이 까마귀떼를 이룬 것 같다 하여 "滅烏"라 지었다는 설이 있지만
신빙성은 없다.

## 연혁
- 백제의 영역으로 멸오현(滅烏縣)이었다.

- 475년 고구려군이 대대적으로 남침하여 한성 백제를 패망시킨 뒤 일시 고구려땅이 되었다. 고구려에 의해 구성현(駒城縣)이 설치되었다.

- 성왕대에 백제영토로 회복되었다가 진흥왕에 의해 신라 영토로 편입되었다.

- 남북국 시대인 757년 경덕왕 16년 행정체제 개편으로 거서현으로 개명하고 한주(漢州:광주군 (경기도))의 직할 영현이 되었다.

- 고려시대에 용구현(龍駒縣)으로 개명했다. 독자적인 행정단위가 되지 못하고 광주목의 속현이 되었다.

- 1172년 명종 2년 감무가 설치되었다.

- 조선왕조 들어서 1413년태종 13년 처인현(處仁縣)과 통폐합되었다. 용구의 용자와 처인의 인을 따서 용인현(龍仁縣)으로

개명하고 현의 치소를 구성에 두었다. 수원진관(水原鎭管) 소속으로 종 5품의 현령이 파견되었다.
- 조선 후기에 면리제에 의해 16면으로 구획되었다.

- 1895년 23부府제로 행정구역이 재편되면서 현(縣)제도가 폐지되었기 때문에 군(郡)으로 승격되어 충주부관할 용인군이 되었다.

수여면 소학동(巢鶴洞)으로 치소가 옮겨졌다.
- 이듬해 13도제로 다시 경기도에 속하여 4등군이 되었다.

- 일제강점기인 1914년에 일제에 의한 행정폐합으로 인근의 양지군 전역과 죽산군중에 원일면·원삼면·근일면·근이면·근삼면을 합병하여

지금의 용인시와 비슷한 관할이 완성되었다. 군청도 수여면 김량장리로 옮겨졌다.
- 1996년 3월 도농복합시의 용인시로 승격되었다.

## 행정구역 (조선후기 이후기준, 위치는 현재의 행정구역명칭)
現 기흥구
-1914년이후 읍삼면, 1931년 이후 구성면-
- 읍내면(邑內面);옛 용구현의 치소，-구성동, 마북동

- 동변면(東邊面)-세기말의 어정동

- 서변면(西邊面)-보정동

-1914년이후 기흥면-
- 구흥면(駒興面)-구갈동, 신갈동

- 기곡면(器谷面)-상갈동, 하갈동, 기흥동, 서농동

現 수지구
- 수진면(水眞面)-수지구 대부분 지역

- 지내면(枝內面)-수원시 영통구 영통동, 원천동, 기흥구 영덕동(하갈동을 뺀)(법정령덕동)

現 처인구
- 수여면(水餘面)-구 용인읍, 현재 동지역중에 동부동을 제외한 전역. 동부동은 옛 양지군에 속함

- 포곡면(浦谷面)-존치, 이제 포곡읍

- 모현면(慕賢面)-존치, 이제 모현읍

現 이동읍(처인구)
- 상동촌면(上東村面)
- 하동촌면(下東村面)

現 남사읍(처인구), 옛 처인현 지역
- 현내면(縣內面)-방아리 북부, 창리, 아곡리(衙谷), 완장리

- 도촌면(道村面)-봉명리 동부, 북리, 봉무리

- 서촌면(西村面)-봉명리 서부, 통삼리

- 남촌면(南村面)-방아리 남부{=아리실(牙谷)}, 원암리, 전궁리, 진목리

## 같이 보기
- 수지구
- 기흥구